# Saint-Maurice-d'Ibie
Saint-Maurice-d'Ibie é uma comuna francesa na região administrativa de Auvérnia-Ródano-Alpes, no departamento de Ardèche. Estende-se por uma área de 23,3 km². Em 2010 a comuna tinha 224 habitantes (densidade: 9,6 hab./km²).